# Louis Bonneau
Louis Bonneau (* 7. Juli 1851 in Wissembourg; † 26. Februar 1938) war ein französischer Offizier, zuletzt Général de division im Ersten Weltkrieg.

## Leben
Bonneau stammte aus einer im Unterelsass ansässigen Familie und wählte früh eine militärische Laufbahn. Er besuchte ab 1868 die Militärschule Saint-Cyr, wurde 1870 Sous-Lieutenant und nahm als solcher am Deutsch-Französischen Krieg von 1870/71 teil, unter anderem in den Schlachten bei Colombey und Gravelotte. Bei Noisseville wurde er am 31. August 1870 verwundet und geriet wenig später in Gefangenschaft im deutsch besetzten Metz.
Nach dem Kriegsende unterrichtete der im Rang eines Capitaine stehende Bonneau ab 1874 Geschichte in Saint-Cyr. 1884 wurde er Adjunktprofessor für Geschichte an der mittlerweile eröffneten École supérieure de guerre.
Von 1898 bis 1901 war Bonneau im Rang eines Colonel Kommandeur des 62e régiment d’infanterie und wurde 1902 Général de brigade mit der 3e brigade de chasseurs als neuem Kommando. Im folgenden Jahr übernahm er die Kavalleriebrigade des II. Armeekorps und 1905 die 37e brigade d’infanterie. 1907 erhielt er den Befehl über die 41e division d’infanterie sowie die Beförderung zum Divisionsgeneral und im November 1910 übernahm er das VII. Armeekorps mit dem Friedensstandort Besançon.
An der Spitze dieses Korps zog er im August 1914 in den Ersten Weltkrieg. Er hatte den Auftrag, mit seinem Korps den Col de la Schlucht in den Vogesen zu besetzen. Ab dem 7. August kam es hier zur (ersten) Schlacht bei Mülhausen, einem der ersten schweren Gefechte an der Westfront. Die französischen Truppen nahmen Mülhausen am 7. August 1914 ein. Als starke deutsche Kräfte (die die Führung nicht angenommen hatte) am 9. August einen Gegenangriff auf den Norden und Osten der Stadt unternahmen, musste Bonneau seinen Truppen den Rückzug auf Belfort befehlen. Die empfindliche französische Niederlage wurde Bonneau von Joseph Joffre persönlich angelastet, immerhin war man mit dem Ziel angetreten, das Elsass und Lothringen zu befreien. Mit dem Datum 10. August wurde Bonneau als erster einer Reihe französischer Generäle durch Joffre seines Kommandos entbunden und erhielt keine weitere Verwendung.
Bonneau war seit 1909 Kommandeur der Ehrenlegion. Er starb 1938 im Alter von 86 Jahren.